# Chlorurus
A Chlorurus a csontos halak (Osteichthyes) főosztályának a sugarasúszójú halak (Actinopterygii) osztályához, ezen belül a sügéralakúak (Perciformes) rendjéhez és a papagájhalfélék (Scaridae) családjához tartozó nem.

## Rendszerezés
- Chlorurus atrilunula
- Chlorurus bleekeri
- Chlorurus bowersi
- Chlorurus capistratoides
- Chlorurus cyanescens
- Chlorurus enneacanthus
- Chlorurus frontalis
- Chlorurus genazonatus
- Chlorurus gibbus
- Chlorurus japanensis
- Chlorurus microrhinos
- Chlorurus oedema
- Chlorurus perspicillatus
- Chlorurus rhakoura
- Chlorurus sordidus
- Chlorurus strongylocephalus
- Chlorurus troschelii